# Lista de estreitos

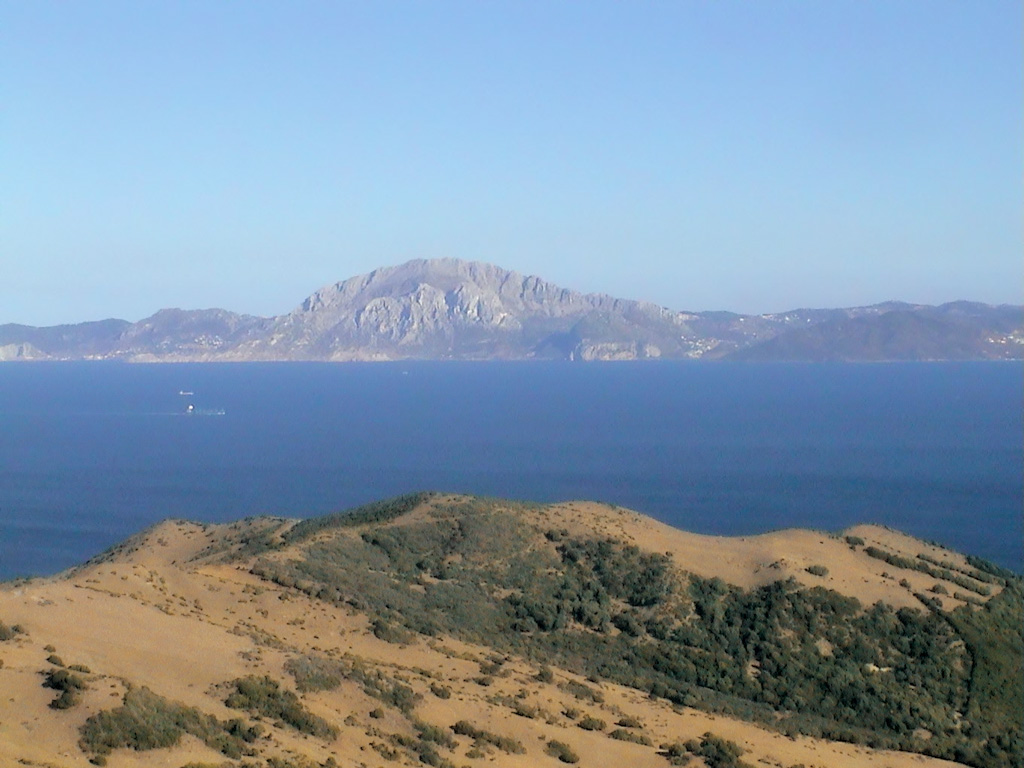
Estreito de Gibraltar

Estreitos são braços de mar que separam duas porções de terra, sendo pontos estratégicos de grande importância geopolítica. 
| Estreito                   | Localização                                               | Largura mínima (km) | Profundidade (m) |
| -------------------------- | --------------------------------------------------------- | ------------------- | ---------------- |
| Estreito do Iucatão        | Cuba/México (Oceano Atlântico)                            | 220                 | 100              |
| Estreito de Bass           | Austrália Continental/Tasmânia (Oceano Índico)            | 160                 | 128              |
| Estreito da Coreia         | Coreia/Japão (Oceano Pacífico)                            | 140                 | 215              |
| Estreito da Flórida        | Cuba/Estados Unidos (Oceano Atlântico)                    | 130                 | 2.290            |
| Estreito da Formosa        | Taiwan/China Continental (Oceano Índico)                  | 120                 | 137              |
| Canal de Mona              | República Dominicana/Porto Rico (Oceano Atlântico)        | 105                 | 128              |
| Estreito de Cabot          | Terra Nova/Cap Breton (Oceano Atlântico)                  | 100                 | 529              |
| Estreito de Bohai          | Península de Liaodong/Península de Shandong (Mar Amarelo) | 100                 | 62               |
| Estreito de Bering         | Sibéria/Alasca (Oceano Ártico)                            | 92                  | 58               |
| Estreito de Torres         | Austrália/Nova Guiné (Oceano Índico e Oceano Pacífico)    | 85                  | 22               |
| Estreito de Otranto        | Itália/Albânia (Mar Mediterrâneo)                         | 70                  | 1000             |
| Categate                   | Suécia/Dinamarca                                          | 60                  | 116              |
| Estreito de Malaca         | Malásia/Samatra (Mar da China Meridional                  | 55                  | 135              |
| Estreito de Ormuz          | Irã/Omã (Golfo Pérsico)                                   | 54                  | 45               |
| Escagerraque               | Noruega/Dinamarca (Mar do Norte)                          | 50                  | 809              |
| Estreito de Chosen         | Coreia do Sul/Japão                                       | 46                  | 45               |
| Estreito de Escarpanto     | Grécia                                                    | 42                  | 29               |
| Chenal Kaiwi               | Havaí (Estados Unidos)                                    | 40                  | 100              |
| Passagem da Dominica       | Martinica/Dominica (Mar do Caribe)                        | 40                  | 570              |
| Canal de Santa Lúcia       | São Vicente e Granadinas/Santa Lúcia (Mar do Caribe)      | 40                  | 103              |
| Canal de Minorca           | Maiorca/Minorca (Mar Mediterrâneo)                        | 36                  | 69               |
| Estreito de Santa Lúcia    | Martinica/Santa Lúcia (Mar do Caribe)                     | 33                  | 38               |
| Dover                      | França/Reino Unido(Canal da Mancha)                       | 31                  | 3                |
| Estreito de Sunda          | Indonésia                                                 | 30                  | 30               |
| Canal de Zanzibar          | Tanzânia (Oceano Índico)                                  | 30                  | 72               |
| Estreito de Ombai          | Indonésia                                                 | 23                  | -                |
| Estreito de Cook           | Nova Zelândia (Oceano Pacífico)                           | 21                  | 40               |
| Estreito de Grigo          | Grécia                                                    | 19                  | 70               |
| Estreito de Hainan         | China                                                     | 18                  | 20               |
| Estreito de Juan de Fuca   | Canadá/Estados Unidos                                     | 17                  | 9                |
| Bab-el-Mandeb              | Djibuti/Iêmen                                             | 15                  | 375              |
| Boca da Serpente           | Trinidad e Tobago/Venezuela                               | 15                  | 10               |
| Canal Saint George         | Papua Nova Guiné                                          | 14                  | 214              |
| Estreito de Gibraltar      | Espanha/Marrocos (Oceano Atlântico/Mar Mediterrâneo)      | 14                  | 1.092            |
| Canal de Dominica          | Dominica/Guadalupe                                        | 13                  | 40               |
| Bocas do Dragão            | Trinidad e Tobago/Venezuela                               | 11                  | 15               |
| Estreito de Surigao        | Filipinas                                                 | 7                   | 32               |
| Estreito de San Bernardino | Filipinas                                                 | 7                   | 54               |
| Estreito de Messina        | Itália (Mar Tirreno, Mar Jônico)                          | 6                   | 73               |
| Estreito de Foveaux        | Nova Zelândia                                             | 6                   | 9                |
| Estreito de Bonifacio      | França/Itália (Mar Mediterrâneo)                          | 5                   | 33               |
| Estreito de Singapura      | Indonésia/Singapura (Mar da China Meridional)             | 5                   | 18               |
| Estreito de Öresund        | Suécia/Dinamarca (Mar Báltico,Mar do Norte)               | 4                   | 8                |
| Estreito de Magalhães      | Argentina/Chile (Atlântico, Pacífico)                     | 2                   | 8                |
| Estreito de Palk           | Sri Lanka/Índia (Índico)                                  | 1                   | _                |
| Dardanelos                 | Turquia (mar Egeu, Mar de Mármara)                        | 1                   | 30               |
| Bósforo                    | Turquia (Mar Negro, Mar de Mármara)                       | 1                   | 11               |